# Markus Steinhöfer
Markus Steinhöfer (nacido el 7 de marzo de 1986 en Weißenburg in Bayern, en el estado de Baviera, Alemania) es un futbolista alemán que juega como defensa en el VfB Eichstätt de Alemania.

## Biografía
Markus, proveniente del estado de Baviera, debuta, con 18 años, en las categorías inferiores del Bayern de Múnich. En 2006 y en busca de minutos se marcha cedido al Red Bull Salzburg de la Bundesliga austriaca, máxima categoría del país. Tras dos años en los que el equipo austriaco gana la Bundesliga, regresa a Múnich para ser traspaso al Eintracht Frankfurt.
Ya en 2010, se marcha cedido en el mercado de invierno al 1. FC Kaiserslautern. Allí termina la temporada y en 2011 se marcha a Suiza para fichar por el FC Basel (Basilea) de la Super Liga Suiza.
Tras tres temporadas de éxito, en las que el conjunto suizo gana tres Ligas y una Copa, disputan la UEFA Champions League, superando en el grupo C al Manchester United y, al año siguiente disputan las semifinales de la Europa League frente al Chelsea FC. En verano de 2013 finaliza su contrato, y es traspasado al Real Betis Balompié, por el que firma por tres temporadas. El 17 de enero de 2014 es traspasado al TSV 1860 Múnich de la segunda división alemana.

### Selección nacional
Ha jugado en varias categorías de la selección alemana incluyendo la sub-21.

## Clubes
| Club                          | País            | Año       | PJ  | Goles |
| ----------------------------- | --------------- | --------- | --- | ----- |
| FC Bayern Múnich II           | Alemania        | 2004-2008 | 57  | 2     |
| Red Bull Salzburg (cesión)    | Austria         | 2006-2008 | 54  | 2     |
| Eintracht Frankfurt           | Alemania        | 2008-2010 | 44  | 2     |
| 1. FC Kaiserslautern (cesión) | Alemania        | 2010      | 15  | 2     |
| FC Basel                      | Suiza           | 2011-2013 | 110 | 2     |
| Real Betis Balompié           | España          | 2013-2014 | 10  | 0     |
| TSV 1860 Múnich               | Alemania        | 2014-2015 | 19  | 0     |
| VfR Aalen                     | Alemania        | 2015      | 9   | 3     |
| Sparta Praga                  | República Checa | 2015-2016 | 12  | 0     |
| SV Darmstadt 98               | Alemania        | 2017-2018 | 23  | 0     |
| VfB Eichstätt                 | Alemania        | 2018-     |     |       |

## Palmarés

### Trofeos Nacionales
| Título           | Club              | País    | Año     |
| ---------------- | ----------------- | ------- | ------- |
| Bundesliga       | Red Bull Salzburg | Austria | 2006-07 |
| Super Liga Suiza | FC Basel          | Suiza   | 2010/11 |
| Super Liga Suiza | FC Basel          | Suiza   | 2011/12 |
| Copa Suiza       | FC Basel          | Suiza   | 2011/12 |
| Super Liga Suiza | FC Basel          | Suiza   | 2012/13 |

### Trofeos Amistosos
| Título   | Club     | País  | Año  |
| -------- | -------- | ----- | ---- |
| Uhrencup | FC Basel | Suiza | 2011 |